# 日米スパコン貿易摩擦
日米スパコン貿易摩擦は、日本メーカー製のスーパーコンピュータの対米輸出において、数々の米政府筋からの圧力があった、等といった一連の衝突事案のことを指す語である。この記事では、1985年のアメリカ大気研究センターへの導入キャンセル、1987年のマサチューセッツ工科大学 (MIT) への導入キャンセル、1996年のNEC SXシリーズへのスーパー301条の発動、といった、日米貿易摩擦ないし特に「日米ハイテク摩擦」を背景に起きた、主としてスパコン対米輸出に関するアメリカの貿易障壁問題やそれに関わる一連の経過について述べる。

## 経緯

### IBM産業スパイ事件
スパコンと直接は無関係だが、スパコン摩擦と同じ日米ハイテク摩擦という流れの中でコンピュータに関連する事件として、1982年に「IBM産業スパイ事件」があった。

### 1985年のNCAR導入キャンセル事件
1985年、アメリカ大気研究センター(NCAR)の入札に、日本からの応札は日立製作所(S-810)、日本電気(SX-2)、富士通(VP-100/200)。NECが落札したが、議会の圧力により撤回され、Cray-2に変更された。

### 1987年のMIT導入キャンセル事件
1987年、MITの入札に、日本からの応札は富士通のVPシリーズ、NECのSXシリーズ。米国からはCray、コントロールデータ。日本の会社が落札したが、決定直後に政府関連から圧力がかかり、キャンセルされた。
1980年代の、いわゆる「日米ハイテク摩擦」としては、（水面下の事案はともかく）以上が大きく表沙汰となった件である。

### 1996年のスーパー301条発動問題
以前より、メインフレーム分野では日本電気のACOSは、富士通のFACOMと日立のHITACに水をあけられていたことから、スーパーコンピュータのSXシリーズは日本電気が注力していた分野であった。
さらに日本電気はVシリーズでマイクロプロセッサにも比較的早く手を付けており、Vシリーズ以外ではMIPS系のVR3000やACOS用のNOAHプロセッサで高性能機のCMOS化への目処のついた日本電気は、SX-4でSXシリーズもCMOS化した。ECLからCMOSへの移行によりサイクルタイムは当然伸びたものの、発熱の低下は、水冷から空冷への移行によるコスト低下と実装密度の向上をもたらし、コストパフォーマンスは向上した（詳細はNEC SX#SX-4）。さらにSX-3からであるが、OSのSUPER-UXへの移行などもあり（Unix系への移行それ自体は、クレイのUNICOS、日立はHI-OSF/1-MJ、富士通UXPといったように当然の潮流であり、何ら日本電気が特別なわけではない）使いやすさも向上させた。
また外部要因として、富士通はVPP5000(1999年)まではベクトル機を続けたものの日立はスカラ機への移行中であった（1992年のHITAC S-3000シリーズが最後のベクトル機）、といった複数の要因から、1994年11月に発売されたSX-4は成功機となり、SXシリーズでそれまでの最大の販売数を記録した。
同じ頃米国では、クレイ社が危機にあった。1985年のCray-2はSX-2(1983年)よりも速く、成功したクレイであったが、Cray-3の開発は難航し、同機はクレイ氏とともにクレイ社を離脱した。クレイ社は、Y-MP(1988), C90(1991), T90(1995) とベクトル機を続けるとともに、T3D(1993), T3E(1995)とスカラ機への移行も進めていたが、いずれもあらゆる周辺の流れに対抗するのに苦しかった。
周辺状況についてはクレイに限らず前述の日本勢も基本的に同じであるわけだが、前の節までの1980年代から10年近くの間に、ハイエンドのスーパーコンピュータが置かれている状況も大きく変化していた。1980年代中盤から台頭したミニスーパーコンピュータの高性能化が1990年頃にはハイエンド機をおびやかし、それに続けて高性能RISCプロセッサによる高性能なワークステーションがその両方の市場をも圧迫するようになっていたのである。
結局クレイは、1996年にSGIに吸収されるという結果となったが、以下は主にそれまでの間にあったこと、となる。
クレイ社は、アメリカ国内のスパコン調達案件において連敗を続けたため、NECがスパコンをダンピングしていると議会に呼びかけ、大規模なロビー活動を始めた。
実際には、日本政府がNECに補助を施したとか、ダンピングであるとする主張は全く根拠が無く言いがかりとしかいえないレベルのものであった。しかし、バブル期における日本の一人勝ち状態によるアメリカ側の不満や、防衛庁の次期支援戦闘機計画(FS-X)の国産化調整で表面化していたアメリカ商務省と通商産業省との仲の悪さが全てを最悪の方向に導いていく。
このロビー活動により、アメリカ政府はNECが汎用機で揚げた利益を原資にスパコンを不当に廉価で販売をしているという虚偽の理由を付け（前述の理由などにより）、スーパー301条による454%の上乗せ課税という特殊関税を賦課したため、NECがアメリカにスパコンを輸出することは実質不可能となってしまった。さらに、この課税対象は日本の全スパコンベンダーに及ぶ事になる。
なお、NEC及び日本の各ベンダーのビジネススキームは正当であり、アメリカが非難する要素は無いと各国の記事が書いている。
その一方で、SX-4及びSX-5の性能を求めるアメリカの企業や研究者は、NECの好意により府中に設置したSX-5をVPN(SOCKS)ネットワークを介してタイムシェアリングサービス方式で共用使用し、糊口を凌いでいた。
その後、当のクレイ社はベクトル機の性能競争に必要な技術レベルを維持することができず、後継機に対してSX-5の圧倒的な性能と価格を同様に求められ、これに応える事のできなかった当のCray社自身の必死の嘆願により、2001年にSX-5を通常の関税率で輸入できることになった。
クレイ・リサーチ社は1996年にSGIに吸収され、いくつかのシリーズは売却され、いくつかのシリーズは再編された。しかし結局、2000年に売却され、買収した会社はクレイ・インコーポレイテッドに改名した。それが今の（2020年現在）クレイ社である（詳細はクレイの記事の後半を参照）。前述の紛争の決着とも言えるが、クレイ・インコーポレイテッドはNECのSX-6を北米向けに輸入販売した（なお英語版ウィキペディア en:Cray#Post-Tera_merger: 2000 to 2019 にはそのビジネスも unsuccessfully とある）。
日本電気は実験的なCenju-3を例外として、Aurora TSUBASAまでベクトルプロセッサ路線を固持し、ベクトル計算機を求める需要に応えている形となっている。一方で、SX-5ベースの初代地球シミュレータがTOP500で1位になった（〜2004年）のは、ベクトル計算機という路線が必ずしも間違いではない、ということを示したものの、同システムの2代目や3代目は1位にはなっていないし、2003年のクレイX1（en:Cray X1）を最後に他のベクトル機はHPC市場からは無くなっており、どちらかというと残存者市場と言える。スカラ系のHPC機についてもかつての日本勢は、日立のSR24000（2014年）はPOWER8プロセッサ等IBM機ベースであり、富士通のPRIMEHPCと富岳という状況である。
HPCだけでなくメインフレームも含め、2010年代には業界再編が進んで、対立どころではない状況というのが現在の現実である。2017年に日立とIBMがメインフレームで提携し日立のメインフレーム製造は終了と発表する、2018年への気象庁への日立からの納入はクレイ機となった、2019年にクレイはHPE傘下となり、さらに富士通からチップの提供を受けることを発表する、など、協業といった話題のほうが多い。

## 注
1. ↑  https://museum.ipsj.or.jp/computer/os/fujitsu/0013.html
2. ↑  https://museum.ipsj.or.jp/computer/super/0022.html
3. ↑  ただし、「2番ではダメなんですか？」という発言ばかりがクローズアップされることが完全に煙幕になってしまっているが、京コンピュータの当初案が、「富士通・日本電気・日立が参加し、スカラー・ベクトルのハイブリッド」などというものであった、という、そもそもスパコンと国策とは、ということをきちんと考えていない事案が散見される、ということは放置されたままである。